# أزغار انبيهميتن (إدوسكا)
أزغار انبيهميتن هو دُوَّار يقع بجماعة تومليلين، إقليم تارودانت، جهة سوس ماسة في المملكة المغربية. ينتمي الدوّار لمشيخة إدوسكا التي تضم 29 دوار. يقدر عدد سكانه بـ 142 نسمة حسب الإحصاء الرسمي للسكان والسكنى لسنة 2004.

## وصلات خارجية
- البوابة الوطنية للجماعات الترابية
- المندوبية السامية للتخطيط